# Турпан білолобий
Турпан білолобий (Melanitta perspicillata) — вид водних птахів родини качкових (Anatidae). Поширений в Північній Америці.

## Поширення
Вид поширений в Північній Америці, розмножуючись усередині материка від західної Аляски (США) через центральну Канаду до Лабрадору, і зимуючи від Алеутських островів до Нижньої Каліфорнії (Мексика) на узбережжі Тихого океану та вздовж атлантичного узбережжя США на південь до Південної Кароліни.

## Опис
Довжина тіла приблизно 45–55 см. Маса тіла приблизно 800—1200 г. Самець чорний, з білими плямами на лобі та потилиці. Дзьоб великий, з оранжево-червоним верхом, жовтим кінчиком і білими боками. З боків дзьоба є чорні плями. Самиця коричнева з сірою плямою на горлі, світлішою біля основи дзьоба і за оком, черево сірувате. Дзьоб сірий з чорною плямою збоку.